# تيدي أوكو
تيدي ليو جونيور أوكو (بالفرنسية: Teddy Okou) (مواليد 15 مايو 1998) هو لاعب كرة قدم فرنسي محترف، يشغل مركز الجناح في صفوف نادي لوزان في دوري السوبر السويسري على سبيل الإعارة من نادي لوزيرن.

## المسيرة الكروية
تخرّج أوكو من أكاديميات شبابية لعدد من الأندية الفرنسية، من بينها يو إس إيه كليشي، النجم الأحمر، إيفري، لوهافر، وكريتيل. بدأ أوكو مسيرته الكروية مع الفريق الرديف لنادي لوهافر، حيث شارك في الدوري الفرنسي الدرجة الخامسة ابتداءً من عام 2015. في 8 أغسطس 2017، خاض أول مباراة رسمية له مع الفريق الأول للوهافر في كأس الرابطة الفرنسية، وذلك أمام نيم أولمبيك، وانتهت المباراة بالتعادل 4–4، قبل أن يحسمها لو هافر لصالحه بركلات الترجيح (5–4)، وقد ساهم أوكو بصناعة الهدف الرابع لفريقه خلال اللقاء. في 15 يوليو 2018، وقع أوكو أول عقد احترافي مع ليل، وتم تعيينه في البداية ضمن الفريق الرديف. لم تدم فترته مع ليل طويلًا بسبب إصابة أبعدته عن الملاعب لمدة 7 أشهر. في 24 يوليو 2019، انتقل على سبيل الإعارة إلى نادي كريتيل الذي ينافس في الدوري الفرنسي الدرجة الثالثة، وخلال هذه الفترة عانى من إصابة في منطقة العانة. في 8 أكتوبر 2020، انتقل إلى صفوف بولون في نفس الدرجة بعقد لمدة عامين.
في 8 يناير 2022، انتقل أوكو إلى نادي ستاد لوزان أوشي في دوري التحدي السويسري. في موسمه الثاني مع الفريق، سجل 19 هدفًا وصنع 8 آخرين، وتُوج كهداف البطولة في موسم شهد صعود النادي للدوري الممتاز. بعد نهاية الموسم، انتقل إلى نادي نادي لوزيرن الذي ينافس في دوري السوبر السويسري بعقد لمدة 3 سنوات.
في 20 يوليو 2025، أعلنت تقارير صحفية قرب انضمام أوكو إلى نادي الزمالك في الدوري المصري الممتاز. في 22 يوليو 2025، أُعلِن عن تراجع الزمالك عن إتمام الانتقال.

## المسيرة الدولية
يحمل أوكو الجنسيتين الفرنسية والعاجية. ومثل منتخب فرنسا تحت 17 عامًا في عام 2014.

## الإنجازات
الفردية
- هداف دوري التحدي السويسري: 2022–23[7]